# 警護出動
警護出動（けいごしゅつどう）とは、日本国内にある駐留米軍施設や自衛隊施設が破壊されるおそれがある場合等に、これを警護するため、内閣総理大臣の命令により行われる自衛隊の行動。自衛隊法81条の2に定める「自衛隊の施設等の警護出動」のこと。

## 概要
警護出動は、日本国内の米軍施設や自衛隊施設が破壊されるおそれがある場合などに、これを警護するため、内閣総理大臣の命令により、自衛隊が出動するものである。
2001年（平成13年）9月のアメリカ同時多発テロ事件の発生を受け、同年11月の自衛隊法改正により規定された。

## 警護出動の特徴

### 発動の要件
「政治上その他の主義主張に基づき、国家若しくは他人にこれを強要し、又は社会に不安若しくは恐怖を与える目的で多数の人を殺傷し、又は重要な施設その他の物を破壊する行為が行われるおそれがあり、かつ、その被害を防止するため特別の必要があると認める場合」（自衛隊法81条の2第1項）。いわゆるテロ行為による施設破壊等のおそれがある場合に発動される。
治安出動は「間接侵略その他の緊急事態」がすでに発生している場合に発動されるのに対して、警護出動は「破壊する行為が行われるおそれ」がある段階で発動でき、国会の承認等も要しないという違いがある。

### 警護対象施設
警護出動において警護の対象となる施設は日本国内にある次の施設に限られる（自衛隊法81条の2第1項1号2号）。2号の施設はいわゆる米軍基地である。 
1. 自衛隊の施設
2. 日本国とアメリカ合衆国との間の相互協力及び安全保障条約第六条に基づく施設及び区域並びに日本国における合衆国軍隊の地位に関する協定第二条第一項の施設及び区域（同協定第二十五条の合同委員会において自衛隊の部隊等が警護を行うこととされたものに限る。）

これ以外の施設についてはまず警察が警護し、警察力をもっては警護できない場合には、治安出動により自衛隊が警護することになる。

### 関係機関との協議、施設・区域・期間の指定
内閣総理大臣は、警護出動を命ずる場合には、あらかじめ、関係都道府県知事の意見を聴くとともに、防衛大臣と国家公安委員会との間で協議をさせた上で、警護を行うべき施設又は施設及び区域並びに期間を指定しなければならない（自衛隊法81条の2第2項）。 

### 警護出動時の権限
警護出動の出動自衛官は、警察官職務執行法を準用して、職務質問、武器の使用など、警察官に準じた権限を行使する（自衛隊法91条の2）。
ただし、出動自衛官による職務質問は「警察官がその場にいない場合」に限定される（同条1項）。また、出動自衛官による武器の使用については、警察官職務執行法を準用する場合のほか、「職務上警護する施設が大規模な破壊に至るおそれのある侵害を受ける明白な危険があり、武器を使用するほか、他にこれを排除する適当な手段がないと認める相当の理由があるとき」に、「その事態に応じ合理的に必要と判断される限度」でも認められる（同条3項）。なお、正当防衛、緊急避難による場合を除いては、部隊指揮官の命令によらなければならない（同条5項・89条2項）。

### 部隊の撤収
内閣総理大臣は、指定された期間内であっても、部隊等の出動の必要がなくなったと認める場合には、速やかに、部隊等の撤収を命じなければならない（自衛隊法81条の2第3項）。